# Erica oatesii
Erica oatesii là một loài thực vật có hoa trong họ Thạch nam. Loài này được Rolfe mô tả khoa học đầu tiên năm 1889.